# Mission San Rafael Arcángel
La Mission San Rafael Arcángel (originellement connue sous le nom de La Misión del Gloriosísimo Príncipe San Rafael, Arcángel) fut fondée le 14 décembre 1817 par le Père Vicente de Sarría à San Rafael, dans le comté de Marin. C'était la vingtième des missions espagnoles de Californie, mais elle n'était au départ qu'une « sous-mission » franciscaine d'assistance médicale pour la Mission San Francisco de Asís dont le rôle était de soigner les Amérindiens malades. Le climat était en effet beaucoup plus profitable à la guérison au nord de la Baie de San Francisco que dans le sud. Bien qu'il ne fut jamais décidé d'en faire une mission complète, on lui attribua ce statut le 19 octobre 1822.

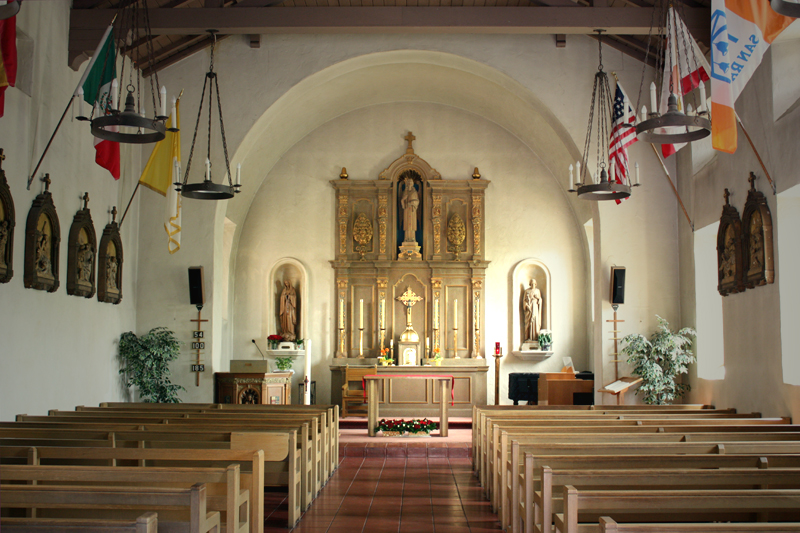
Intérieur de l'église

La mission fut l'une des premières missions renversées par le gouvernement mexicain en 1833, lorsque celui-ci prit la Californie. Il y avait cependant encore 150 Amérindiens en 1840 dans la mission. Quatre ans plus tard, elle fut laissée abandonnée. Par la suite, elle servit à nouveau en tant que quartier général de Frémont lors des batailles pour faire de la Californie un État des États-Unis.
Aujourd'hui la mission se situe à côté de l'église de Saint Raphael, sur le site de l'hôpital originel, et présente aux visiteurs un petit musée et un magasin de souvenirs. Peu de vestiges de la mission subsistent.